# Municipio de Washington (condado de Beaufort)
El municipio de Washington (en inglés: Washington Township) es un municipio ubicado en el  condado de Beaufort en el estado estadounidense de Carolina del Norte. En el año 2010 tenía una población de 14.838 habitantes.

## Geografía
El municipio de Washington se encuentra ubicado en las coordenadas 35°33′50.59″N 77°3′42.83″O / 35.5640528, -77.0618972.